# Olzai
Olzai (sard. Ortzài) – miejscowość i gmina we Włoszech, w regionie Sardynia, w prowincji Nuoro.
Według danych na rok 2004 gminę zamieszkiwało 1046 osób, 15,2 os./km². Graniczy z Austis, Nughedu Santa Vittoria, Ollolai, Ottana, Sarule, Sedilo, Sorradile i Teti.